# Mason Ramsey
Mason Ramsey (Golconda, Illinois; 16 de noviembre de 2006) es un cantante estadounidense. Después de obtener la fama en Internet con un video viral de él cantando a la tirolesa "Lovesick Blues" de Hank Williams en un Walmart, firmó con Big Loud Records en 2018. Su primer sencillo "Famous" fue lanzada el 27 de abril de 2018 y alcanzó la posición 62 en el Billboard Hot 100, 4 en Nueva Zelanda y 100 en Reino Unido.

## Carrera
En marzo de 2018, Ramsey fue captado por la cámara cantando "Lovesick Blues" en una tienda de Walmart en Harrisburg, Illinois. En unos pocos días, los videos de su actuación acumularon colectivamente más de 25 millones de visitas y se convirtió en una sensación viral y un meme de Internet. La actuación de Ramsey despertó un nuevo interés en la grabación de la canción de 70 años de Hank Williams y en marzo Rolling Stone informó que la lista de 50 de Virify de Spotify para los EE. UU. Clasificó "Lovesick Blues" de Hank Williams en el número tres, y número cuatro en todo el mundo. Como resultado de su nueva fama, Ramsey apareció en el Show de Ellen DeGeneres. Al decir que su sueño era aparecer en Grand Ole Opry un día, DeGeneres sorprendió a Ramsey diciendo que había sido reservado para el siguiente fin de semana. El 13 de abril de 2018, el DJ estadounidense Whethan sacó a Ramsey durante su presentación en el Festival de Música y Artes de 2018 Coachella Valley en Indio, California. A fines de abril, firmó un contrato de grabación con Atlantic Records y el sello Big Loud, con sede en Nashville. Su primer sencillo "Famous" ingresó en el número 62 en el US Billboard Hot 100, mientras que el EP debutó en el Top 10 de la lista de álbumes de Billboard en Heatseekers Albums en el número 7. Ramsey interpretó las canciones icónicas No.1 en el 60 aniversario de Billboard Hot 100 Chart a partir de la década de 1960, cantó canciones de éxito de The Monkees, The Jackson 5, Whitney Houston, Beyonce y Adele.
En junio del mismo año, Mason lanzó su versión de "Lovesick Blues"; además, de las canciones "Jambalaya (On The Bayou)" y "The Way I See It".
Ha sido entrevistado en The Ellen DeGeneres Show y, a veces, comparte algunas de sus historias que publica en Instagram y las sube a YouTube. También tuvo el honor de conocer a varios artistas, donde entre ellos se destacan Shawn Mendes, Justin Bieber, Oliver Tree, Post Malone, Millie Bobby Brown, Bebe Rexha, Miley Cyrus, entre otros.
El 12 de julio de 2019, tiene una colaboración en el tercer remix de "Old Town Road" del rapero y cantautor, Lil Nas X; con el actor, cantante y compositor de música country, Billy Ray Cyrus junto con el rapero,cantante y compositor estadounidense, Jeffery Lamar Williams, más conocido por su nombre artístico Young Thug, teniendo una buena recepción por parte de las críticas.
El 9 de agosto del mismo año, logra tener una pequeña participación secundaria en la película de The Angry Birds Movie 2, protagonizada por Jason Sudeikis, Josh Gad, Danny McBride y Bill Hader, prestando su voz a un personaje llamado Oliver.
El 26 de enero de 2020, se realizó la 62.ª edición de los Premios Grammy, Mason participa en la presentación de los premios, al lado de Lil Nas X, Billy Ray Cyrus, y también con la participación especial del DJ y productor estadounidense, Thomas Wesley, más conocido por su nombre artístico Diplo y de la Boy band surcoreana formada por Big Hit Entertainment (en el que estuvieron durante la presentación Jin, Suga, J-Hope, RM, Jimin, V y Jungkook), BTS.

## Discografía
EP
2018:
- Famous
- Lovesick Blues
- "White Christmas"
- "Jambalaya (On The Bayou)"
- "The Way I See It"

2019:
- "Puddle of Love"
- "Before I Knew It"
- "On My Way"
- "Twang"
- "How Could I Not"

Remix
2018:
- Old Town Road (with Lil Nas X, Billy Ray Cyrus & Young Thug)

## Filmografía
2018:
- The Angry Birds Movie 2 (como Oliver - voz)